# پردایس (تگزاس)
پردایس، تگزاس(به انگلیسی: Paradise, Texas) شهری در ایالت تگزاس از ایالات جنوبی ایالات متحده آمریکا است. در سرشماری سال ۲۰۰۰، جمعیت این شهر ۴۵۹ نفر اعلام شد.